# Vienna (Georgia)
Vienna – miasto w Stanach Zjednoczonych, w stanie Georgia, w hrabstwie Dooly.